# وان دایرکشن: این ما هستیم
وان دایرکشن: این ما هستیم (انگلیسی: One Direction: This Is Us) یک فیلم در ژانر مستند به کارگردانی مورگان اسپرلاک است که در سال ۲۰۱۳ منتشر شد. از بازیگران آن می‌توان به نایل هوران، لیام پین، هری استایلز، لوئی تاملینسون، زین مالیک و سایمن کاول اشاره کرد.